# Naselje Matije Gupca (Bjelovar)
Naselje Matije Gupca također znano i kao Gupčevo naselje ili Naselje Matija Gubac je stambeni blok i grupa stambenih zgrada u Bjelovaru unutar četvrti Vojnović.

## Opis
Naselje se sastoji od stambenih zgrada koje su omeđene ulicama Antuna Radića, Mate Lovraka i Bogoslava Šuleka. Između stambenih zgradi u centru bloka se nalazi zeleni prostor i igralište.
Naselje je dobilo ime po ulici uz koju se neposredno nalazi.

## Povijest
Kao dio Vojnovća, Gupčevo naselje je u prošlosti bila visoravan zarasla travom. 1780. godine je na prostoru cijele visoravni stajala plantaža duda za uzgoj dudova svilca vlasnika Đure Vojnovića.
Izgradnjom kuća na Vojnoviću i rastom stanovništva Bjelovara je tijekom 1960-ih na prostoru oranica između današnjih ulica Matije Gupca i Antuna Radića počela izgradnja stambenih zgrada koje čine današnje Gupčevo naselje. 

Pri izgradnji naselja je dio Ciglarskog potoka reguliran u podzemni cjevovod. Današnja ulica Antuna Radića. 